# Bromölla (stacja kolejowa)
Bromölla (szwedzki: Bromölla station) – stacja kolejowa w Bromölla, w regionie Skania, w Szwecji. Znajduje się na wschód od rzeki Skräbeån. Stacja jest obsługiwana przez pociągi Öresundståg między Kopenhagą i Karlskroną.
Oryginalna stacja została otwarta w 1874 wraz z linią Kristianstad – Sölvesborg. W 1909 stacja zmieniła swoje położone względem pierwotnej, a w 1999 zbudowano nową stację od podstaw w obecnym miejscu, na wschód od starej.

## Linie kolejowe
- Blekinge kustbana